# JT・ブルベイカー
ジョナサン・トレイ・ブルベイカー（Jonathan Trey Brubaker, 1993年11月17日 - ）は、アメリカ合衆国オハイオ州スプリングフィールド出身のプロ野球選手（投手）。右投右打。MLBのサンフランシスコ・ジャイアンツ傘下所属。

## 経歴

### プロ入りとパイレーツ時代
2015年のMLBドラフト6巡目（全体187位）でピッツバーグ・パイレーツから指名され、プロ入り。契約後、傘下のA-級ウェストバージニア・ブラックベアーズでプロデビュー。15試合に先発登板して6勝4敗、防御率2.82、49奪三振を記録した。
2016年はA級ウェストバージニア・パワーとA+級ブレイデントン・マローダーズでプレーし、2球団合計で26試合に先発登板して6勝11敗、防御率4.44、120奪三振を記録した。
2017年はAA級アルトゥーナ・カーブでプレーし、26試合（先発24試合）に登板して7勝6敗、防御率4.44、109奪三振を記録した。オフにはアリゾナ・フォールリーグに参加し、グレンデール・デザートドッグスに所属した。
2018年はAA級アルトゥーナとAAA級インディアナポリス・インディアンスでプレーし、2球団合計で28試合に先発登板して10勝6敗、防御率2.81、131奪三振を記録した。オフの11月20日にはルール・ファイブ・ドラフトでの流出を防ぐために40人枠入りした。
2019年は故障のため、A-級ウェストバージニア・ブラックベアーズとAAA級インディアナポリスの2球団合計での6試合の登板にとどまった。
2020年は開幕をメジャーで迎え、7月26日のセントルイス・カージナルス戦でメジャーデビュー。この年はメジャーで11試合（先発9試合）に登板して1勝3敗、防御率4.94、48奪三振を記録した。
2021年は24試合に先発登板したものの5勝13敗と大幅な負け越しとなり、防御率は5.36だった。また、129個の三振を奪った。
2022年は28試合に先発登板したものの3勝12敗と2年連続で大幅な負け越しとなった。ただ、防御率は4.69と前年よりも改善した。また、ここまでの時点でキャリアハイとなる147個の三振を奪った。
2023年は4月にトミー・ジョン手術を受けることを発表したため、全休した。

### ヤンキース時代
2024年3月29日、ヤンキースのカイナー・デルガドと引き換えにトレードされた。この年はリハビリのためにA-級タンパ・ターポンズ、AA級サマセット・ペイトリオッツ、AAA級スクラントン・ウィルクスバリ・レイルライダースでリハビリ登板したが、メジャーに昇格する機会は無かった。
2025年も引き続きリハビリのためにAAA級スクラントンに配属されたが、メジャーで12試合に登板後の8月5日にDFAとなり、3日後に自由契約となった。

### ジャイアンツ傘下時代
2025年8月13日にサンフランシスコ・ジャイアンツとマイナー契約を結び、同日中にAAA級サクラメント・リバーキャッツに配属された。

## 選手としての特徴
最速96.6mph（約155.5km/h）の速球にスライダーやカーブを操る。

## 詳細情報

### 年度別投手成績
| 年 度    | 球 団    | 登 板 | 先 発 | 完 投 | 完 封 | 無 四 球 | 勝 利 | 敗 戦 | セ 丨 ブ | ホ 丨 ル ド | 勝 率 | 打 者 | 投 球 回 | 被 安 打 | 被 本 塁 打 | 与 四 球 | 敬 遠 | 与 死 球 | 奪 三 振 | 暴 投 | ボ 丨 ク | 失 点 | 自 責 点 | 防 御 率 | W H I P |
| -------- | -------- | ----- | ----- | ----- | ----- | -------- | ----- | ----- | -------- | ----------- | ----- | ----- | -------- | -------- | ----------- | -------- | ----- | -------- | -------- | ----- | -------- | ----- | -------- | -------- | ------- |
| 2020     | PIT      | 11    | 9     | 0     | 0     | 0        | 1     | 3     | 0        | 1           | .250  | 205   | 47.1     | 48       | 6           | 17       | 0     | 3        | 48       | 4     | 0        | 27    | 26       | 4.94     | 1.37    |
| 2021     | PIT      | 24    | 24    | 0     | 0     | 0        | 5     | 13    | 0        | 0           | .278  | 538   | 124.1    | 123      | 28          | 38       | 1     | 9        | 129      | 3     | 1        | 75    | 74       | 5.36     | 1.29    |
| 2022     | PIT      | 28    | 28    | 0     | 0     | 0        | 3     | 12    | 0        | 0           | .200  | 646   | 144.0    | 157      | 17          | 54       | 0     | 9        | 147      | 6     | 2        | 85    | 75       | 4.69     | 1.47    |
| MLB：3年 | MLB：3年 | 63    | 61    | 0     | 0     | 0        | 9     | 28    | 0        | 1           | .243  | 1389  | 315.2    | 328      | 51          | 109      | 1     | 21       | 324      | 13    | 3        | 187   | 175      | 4.99     | 1.38    |

- 2024年度シーズン終了時

### 年度別守備成績
| 年 度 | 球 団 | 投手（P） | 投手（P） | 投手（P） | 投手（P） | 投手（P） | 投手（P） |
| 年 度 | 球 団 | 試 合     | 刺 殺     | 補 殺     | 失 策     | 併 殺     | 守 備 率  |
| ----- | ----- | --------- | --------- | --------- | --------- | --------- | --------- |
| 2020  | PIT   | 11        | 3         | 2         | 0         | 1         | 1.000     |
| 2021  | PIT   | 24        | 6         | 15        | 1         | 2         | .955      |
| 2022  | PIT   | 28        | 5         | 14        | 3         | 2         | .864      |
| MLB   | MLB   | 63        | 14        | 31        | 4         | 5         | .918      |

- 2024年度シーズン終了時

### 背番号
- 65（2020年）
- 34（2021年 - 2022年）